# Berliner Kabarett Anstalt
Le Berliner Kabarett Anstalt (plus connus sous l'acronyme BKA, en français Institution du cabaret berlinois) est un cabaret berlinois situé dans l'arrondissement de Friedrichshain-Kreuzberg, au 34 de la rue Mehringdamm.

## Histoire
Rainer Rubbert (de) et Jürgen Müller, deux anciens membres de CaDeWe (Cabaret des Westens, Cabaret de l'ouest) ont lancé dans les années 1980, sous un chapiteau planté sur la Mariannenplatz, le cabaret Die Enterbten (Les Déshérités). En avril 1988, parallèlement, ils ont commencé à investir l'espace de l'ancienne discothèque pour jeunes Dachluke (La Lucarne) au 34 de la rue  Mehringdamm. Construit en 1913 par Daniel Ehrenfried, cet immeuble abrita après la Première Guerre mondiale le grand magasin Kaufhaus Jonaß (de) et, de 1948 à 1952, le siège social de Telefunken.
Le chaptiteau du BKA a fréquemment changé d'emplacement et fut par exemple installé sur le  Kulturforum de la Potsdamer Platz entre 1991 et 1998. Parmi les artistes qui s'y produisirent régulièrement, on trouve Tim Fischer, Sissi Perlinger (de) et Helge Schneider qui y joua en 1993 son spectacle Guten Tach Auf Wiedersehen! (Bonjour au revoir !). alors qu'il habitait dans un camping-car stationné à proximité. En avril 1998, le chapiteau du BKA a commencé à être opéré sous le nom de Luftschloß (Utopie) mais les gérants déménagèrent à la Gare de l'Est à l'été 2004 et déposèrent le bilan en octobre 2004. Entre-temps, on avait pu y voir Josef Hader, Nina Hagen, Désirée Nick (de), Stermann et Grissemann et Ades Zabel (de).
Au fil du temps, les productions internes ont décliné au profit des artistes invités tels que Susanne Betancor (de), Georgette Dee (de) ou Michael Mittermeier (de). Rosenstolz y présenta en 1991 son premier CD. Erwin Grosche (de) et Les Écoliers écrasés s'y produisirent plusieurs fois, tout comme le Platypus Theater qui s'y produit régulièrement.

## Galerie
Le BKA

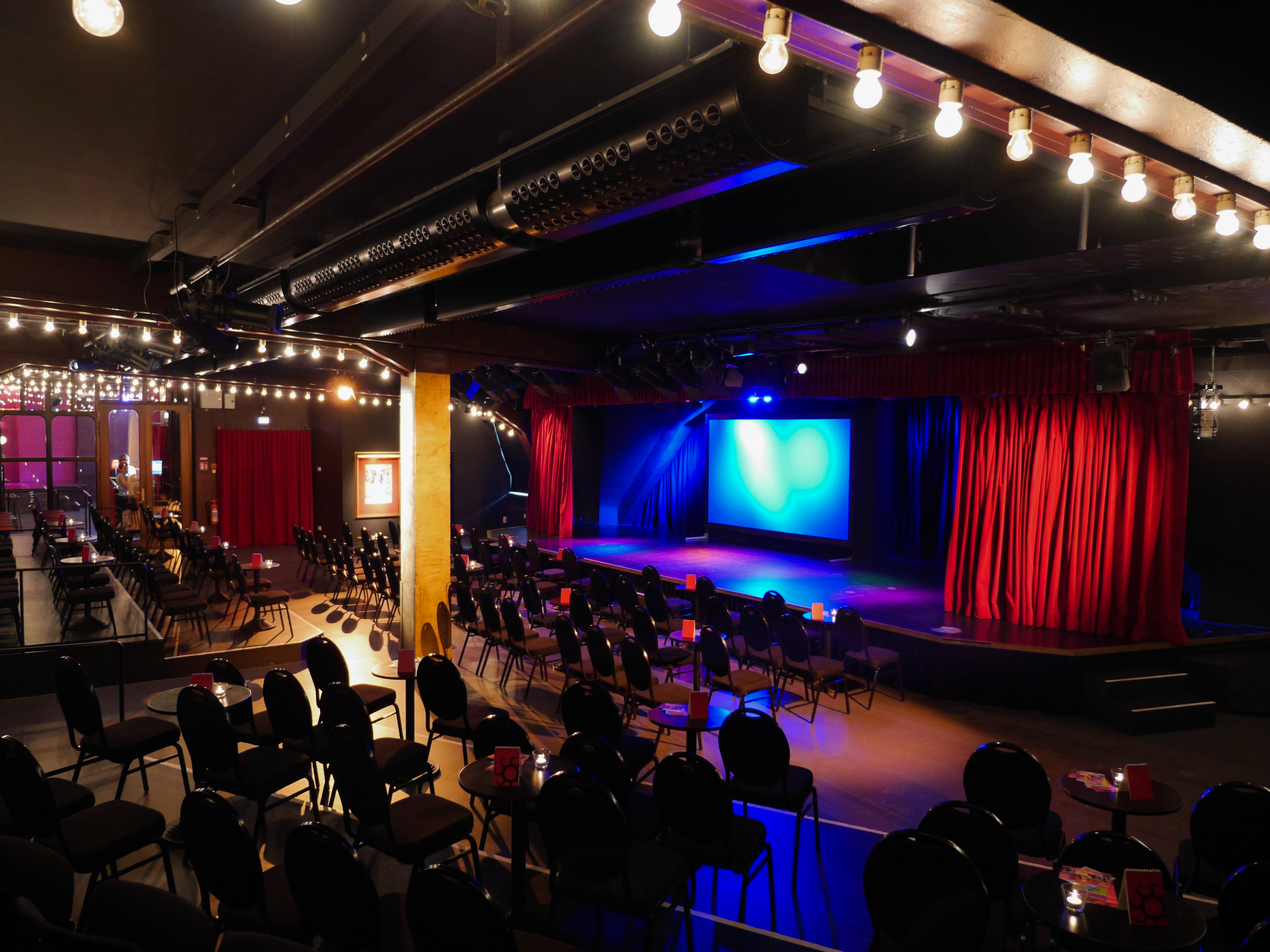
La salle
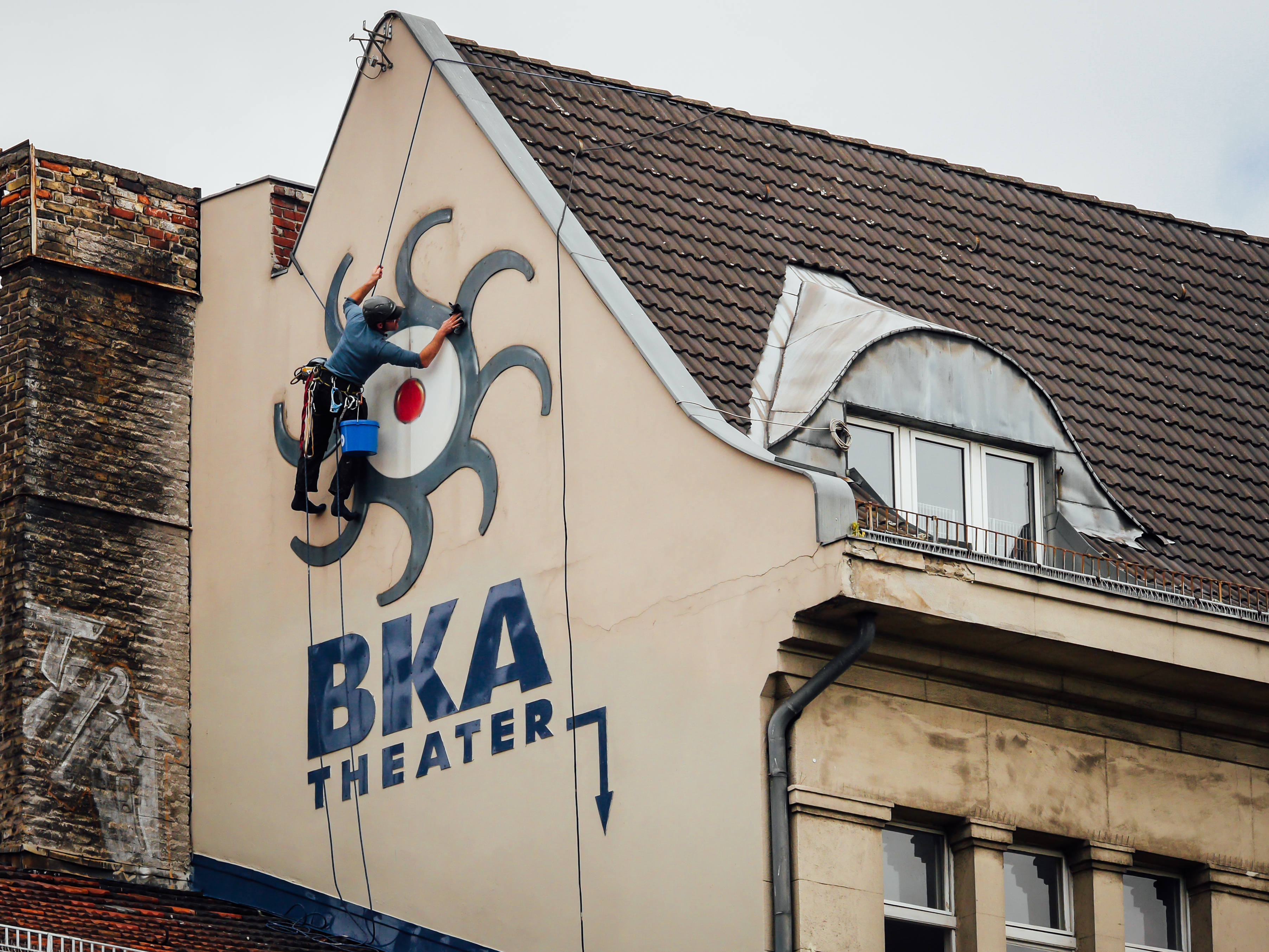
Extérieur

Artistes 

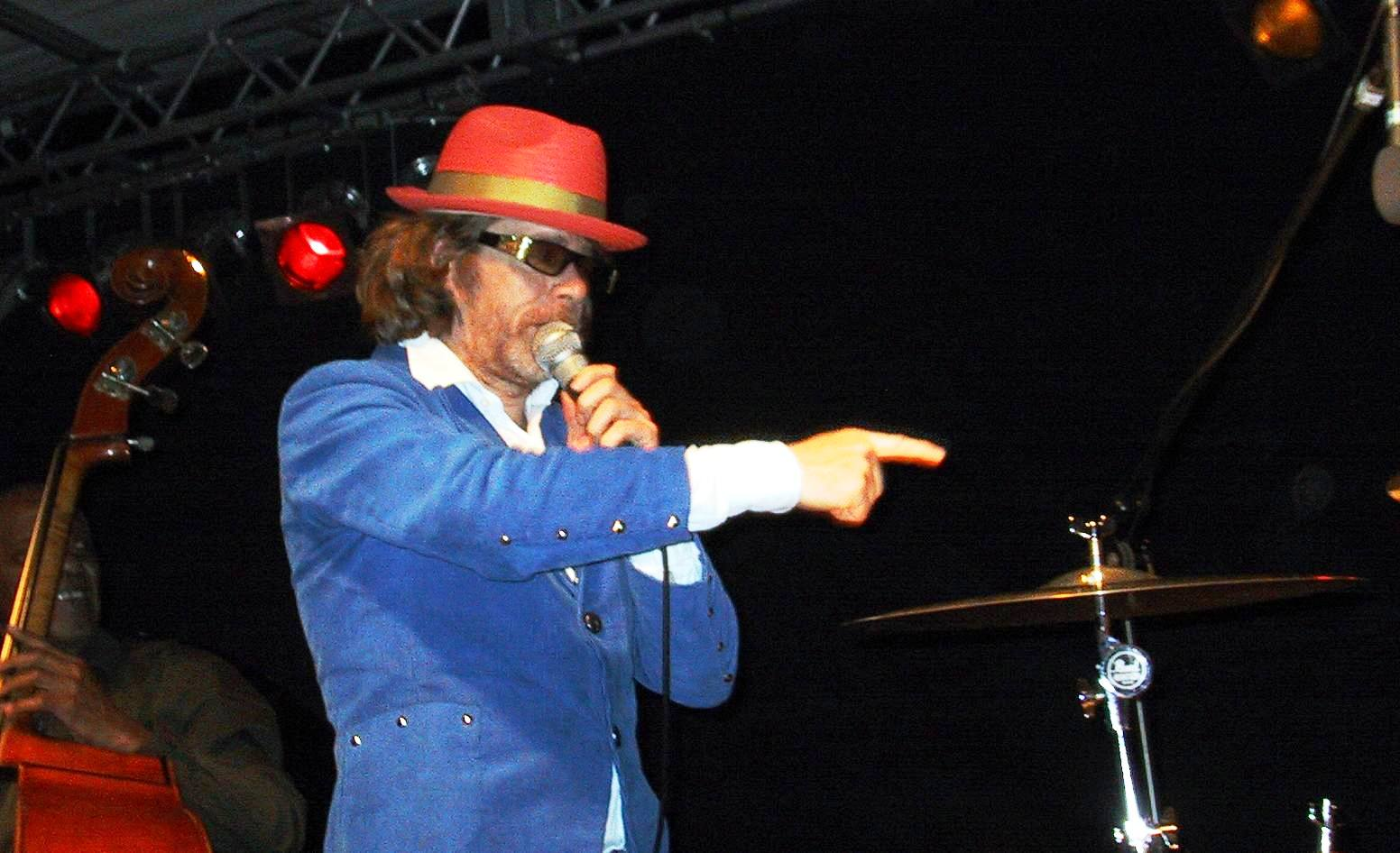
Helge Schneider
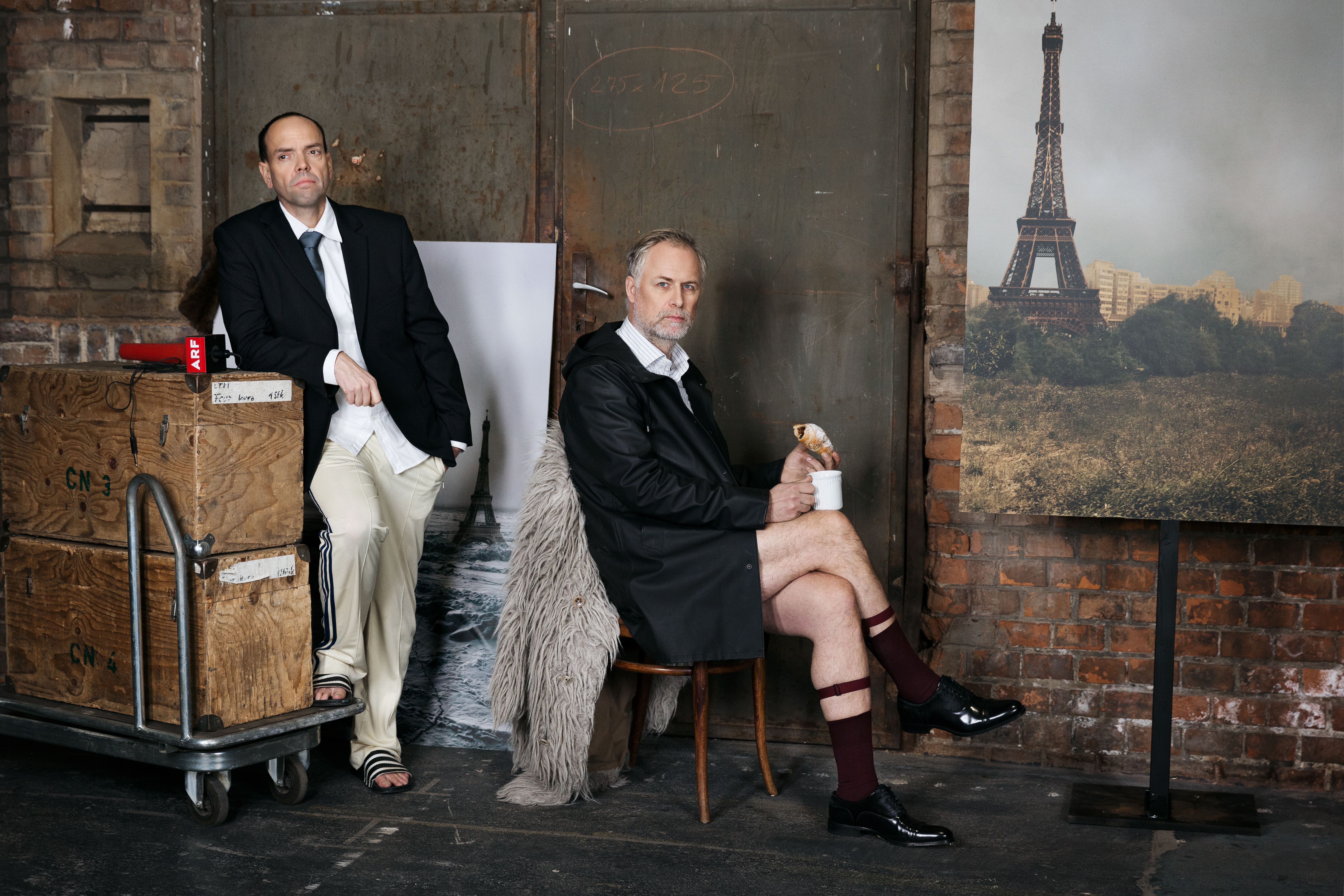
maschek. (de)
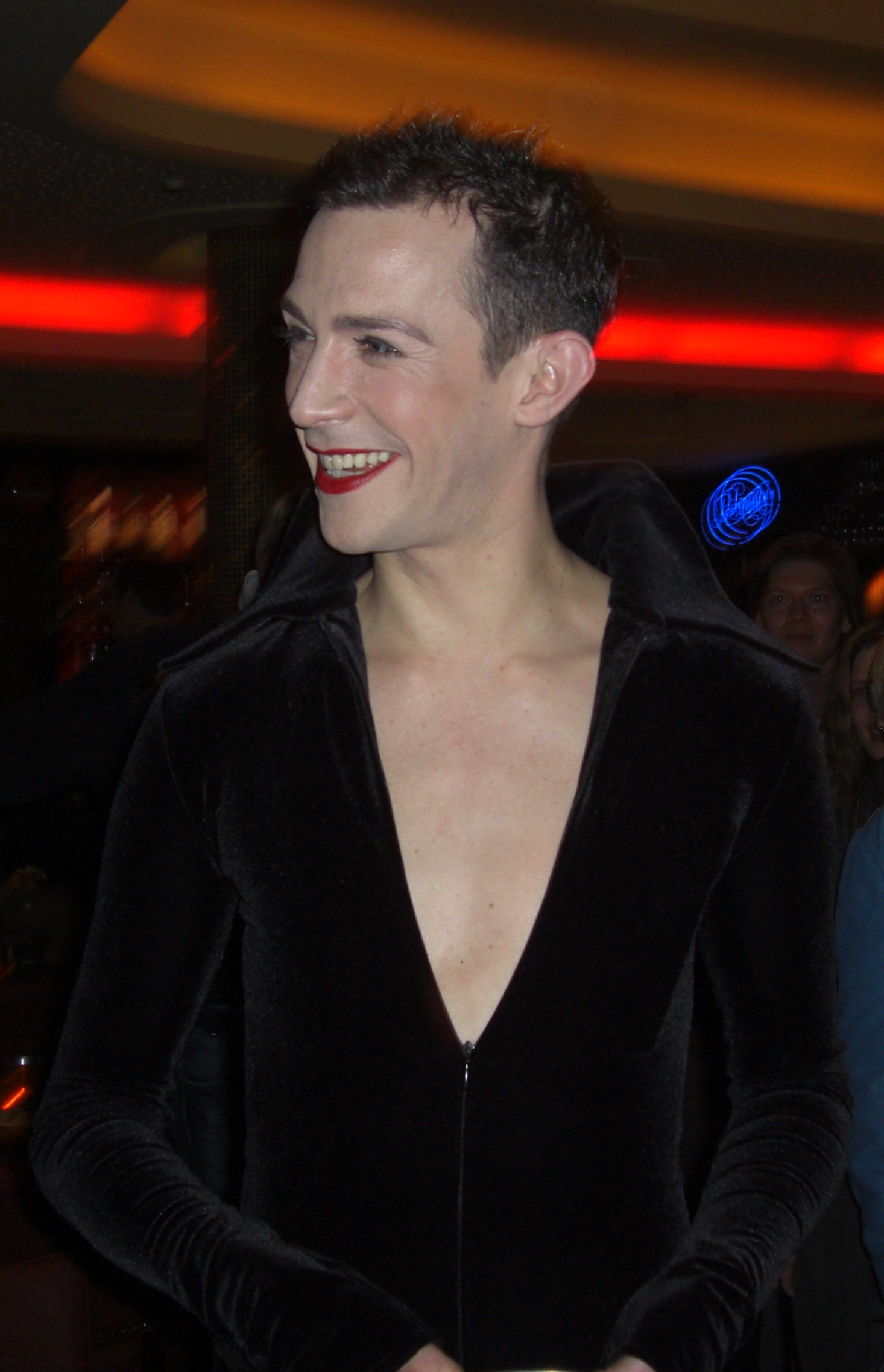
Tim Fischer
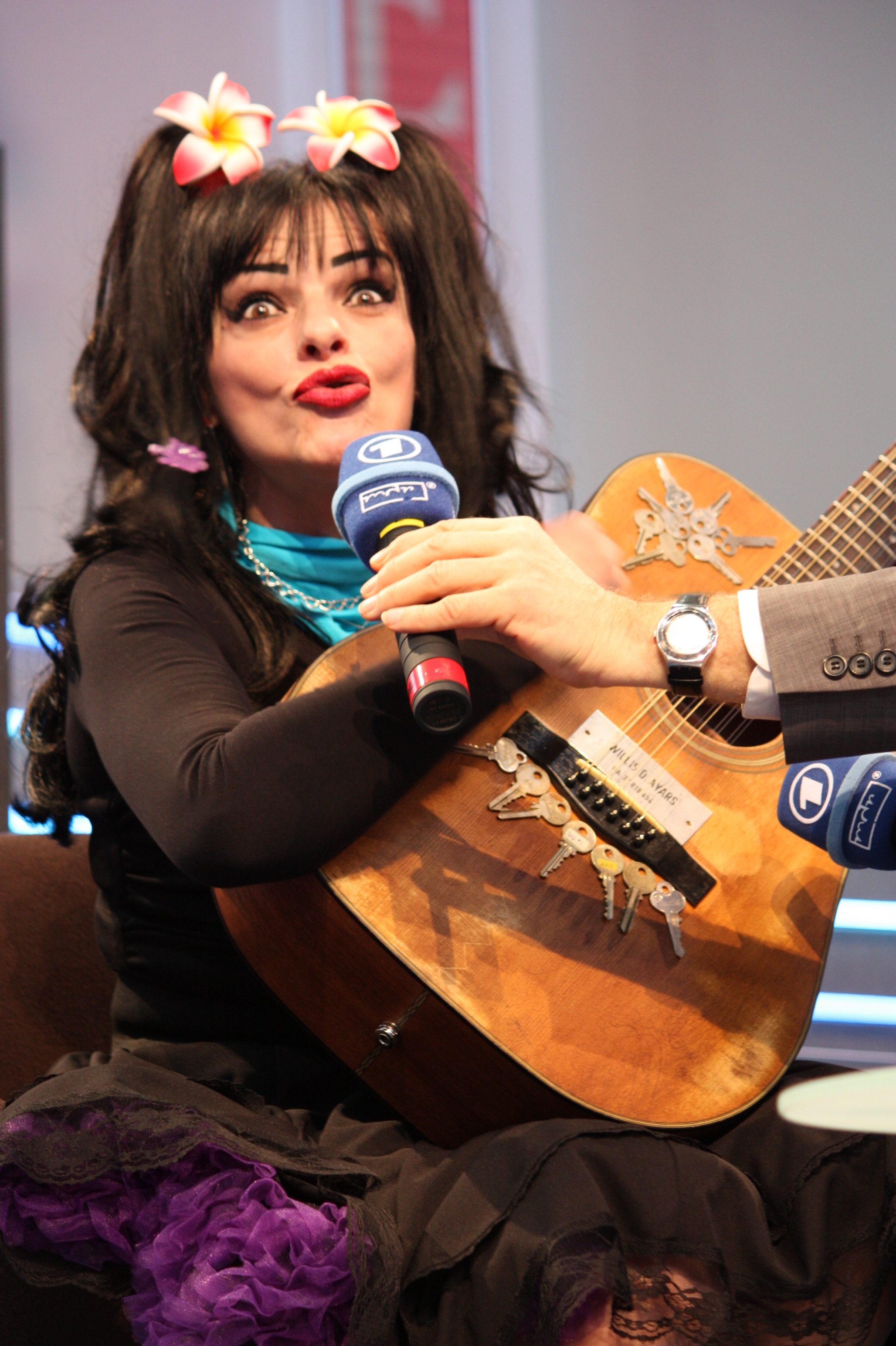
Nina Hagen
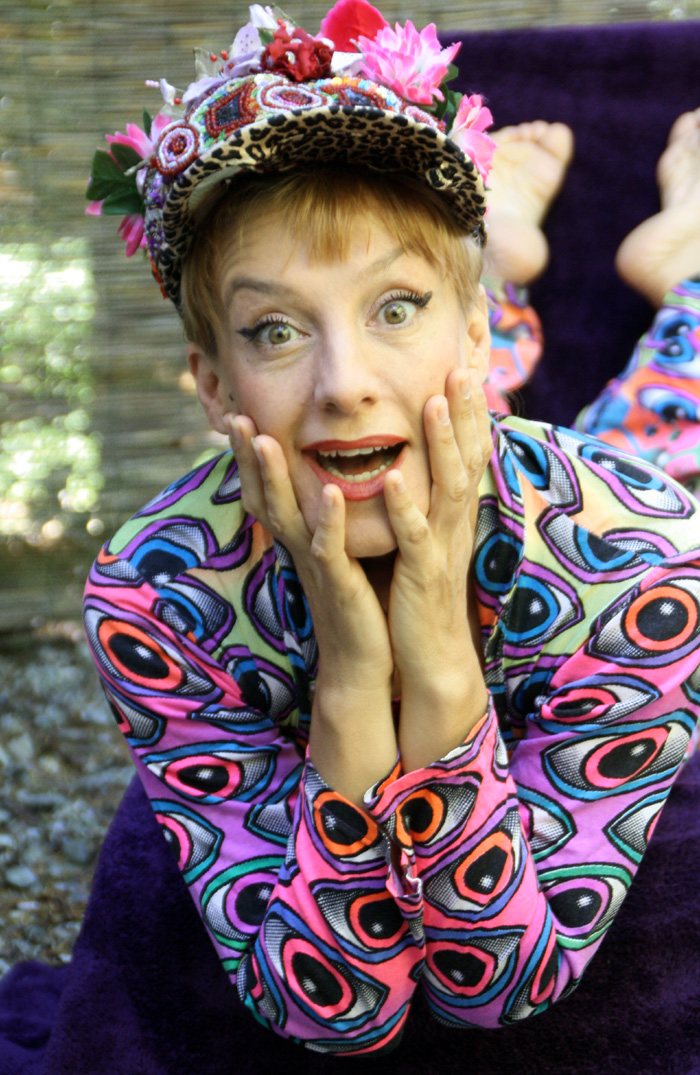
Sissi Perlinger (de)
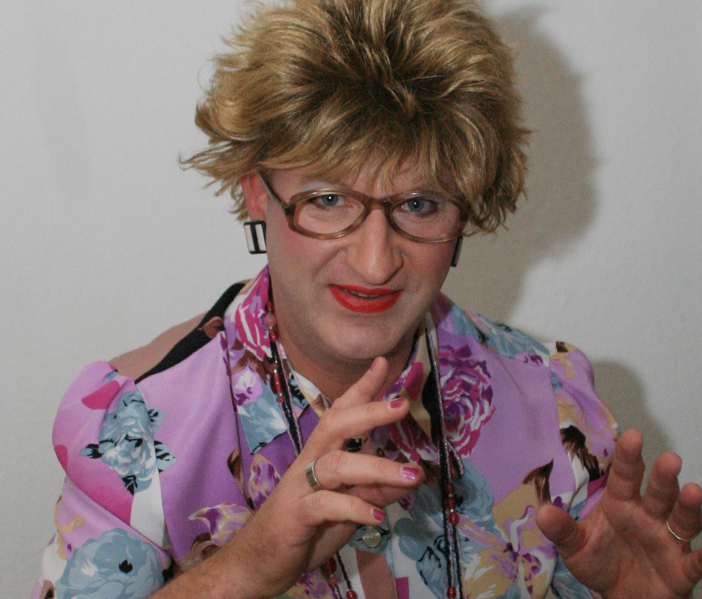
Ades Zabel (de)

## Artistes à s'y être produit
- Josef Hader
- Alfred Dorfer
- Stermann & Grissemann
- Tim Fischer
- Ades Zabel
- Weber-Beckmann
- Popette Betancor
- Wladimir Kaminer
- Erwin Grosche
- Pigor & Eichhorn
- Horst Evers
- Benedikt Eichhorn
- Jockel Tschiersch
- Jochen Malmsheimer
- Denis Fischer
- maschek
- Cora Frost